# بكورية نخنية البذور
البكورية نخنية البذور نوع نباتي يتبع جنس البكورية من الفصيلة النجمية.

## الموئل والانتشار
ينتشر النبات في بلاد الشام.